# 14939 Норікура
14939 Норікура (14939 Norikura) — астероїд головного поясу, відкритий 21 лютого 1995 року.
Тіссеранів параметр щодо Юпітера — 3,329.
Названо на честь Норікура (яп. のりくら(乗鞍) норікура)